# Nathalie Lind
Bertha Frederikke Nathalie Lind (1918–1999) foi uma jurista e política dinamarquesa que ocupou vários cargos governamentais: ministra de assuntos sociais (1968–1971), ministra da justiça (1973–1975 e 1978–1979) e ministra da cultura (1973–1975).

## Infância e educação
Lind nasceu em Copenhaga no dia 1 de outubro de 1918. O seu pai trabalhava num negócio de pesca e morreu quando ela tinha dois anos. Então, a sua mãe assumiu o negócio em Hillerød. Lind estudou Direito na Universidade de Copenhaga e formou-se em Direito em 1943.

## Carreira
Lind começou a sua carreira em Aalborg, onde o seu marido e ela trabalhavam como assistentes da polícia. A partir de 1948 começou a trabalhar como advogada e depois mudou-se com o marido para Virum, onde geriu um escritório de advocacia no período de 1955-1963. Ela juntou-se ao partido Venstre e foi eleita para o Folketing em 1964, representando o círculo eleitoral de Fredensborg, contudo não foi reeleita em 1966. Em 1968 ela voltou a conquistar um assento no Folketing, representando Vardek, e serviu no parlamento até 1981.
O primeiro cargo ministerial de Lind foi o de ministra de assuntos sociais no governo de Hilmar Baunsgaard, que ocupou entre 1968 e 1971. Depois, foi ministra da justiça e ministra da cultura no governo liderado por Poul Hartling, de 1973 a 1975. Mais tarde, viria a servir como ministra da justiça no governo de Anker Jørgensen, no período 1978-1979.
Lind faleceu a 11 de janeiro de 1999.